# 田中尚一郎
田中 尚一郎 （たなか しょういちろう、1963年12月20日 - ）は、日本の実業家。サンメッセ株式会社代表取締役社長。

## 来歴
岐阜県出身。岐阜県立大垣東高等学校
を経て、1986年に駒澤大学経営学部卒業。1989年12月、田中工業（現・サンメッセ）入社。
2005年6月、執行役員赤坂営業部長。2007年6月、取締役執行役員東京営業部長。
2010年4月、取締役執行役員関東統括部長。2010年6月、取締役執行役員営業副本部長兼関東統括部長。
2011年6月、取締役常務執行役員営業副本部長兼関東統括部長。2012年9月、Sun Messe（Thailand）Co.,ltd.代表取締役社長。
2013年4月、取締役常務執行役員営業副本部長兼関東統括部長兼C&R部長。
2015年4月、取締役常務執行役員営業本部長。2015年6月、取締役専務執行役員営業本部長。
2018年4月、代表取締役社長社長執行役員営業本部長に就任。2022年4月、代表取締役社長執行役員。
岐阜県インターンシップ推進協議会理事、日本プリンティングアカデミー（JPA）評議員 （JPA9期生）、大垣商工会議所交流産業委員会委員長などを歴任。